# Christelijk Rooms Katholiek Sport Vereiniging Jong Holland
O CRKSV Jong Holland é um clube de futebol da cidade de Willemstad, Curaçau.

## Ligações Externas
Facebook